# Steven Van Gucht

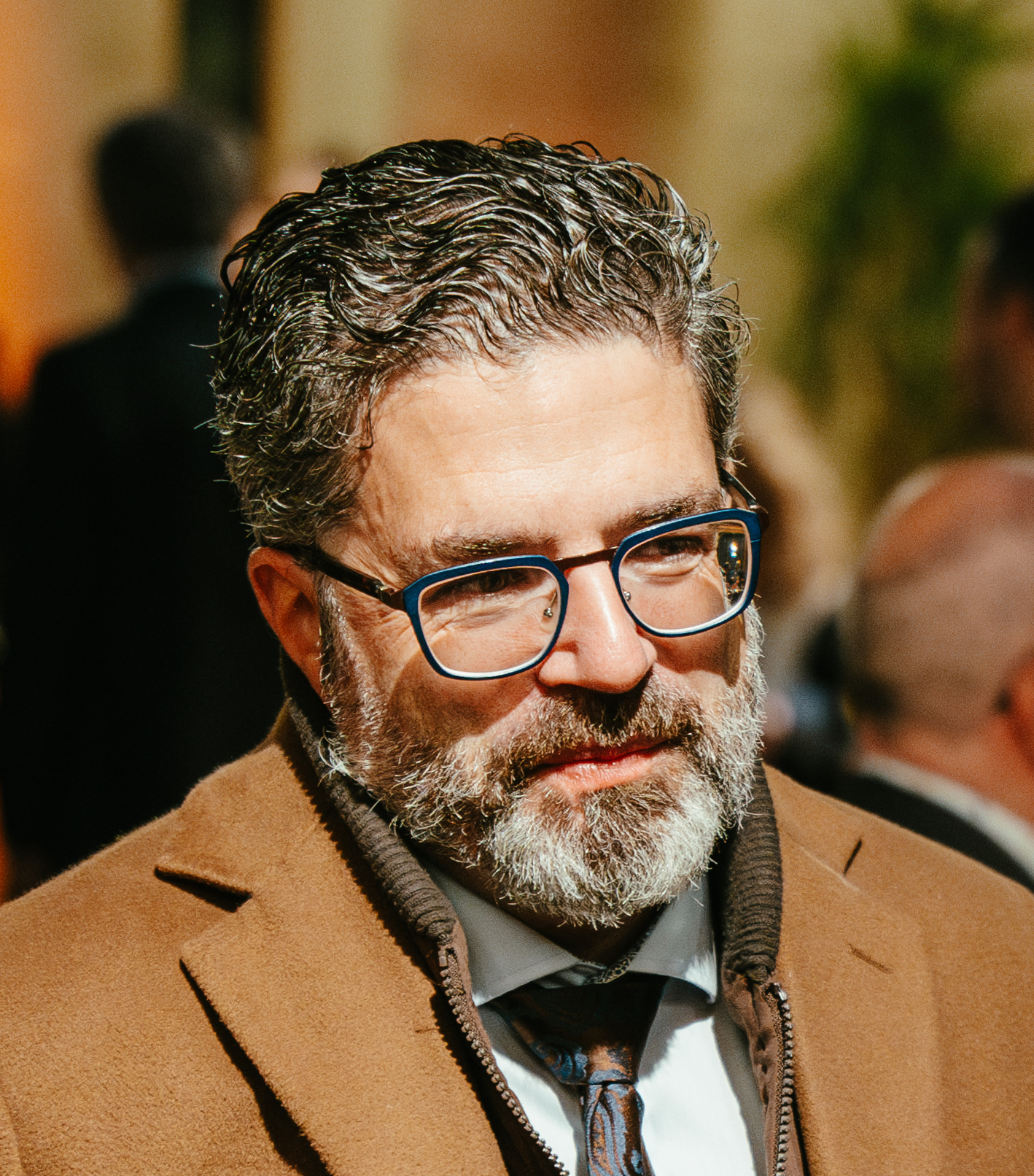
Van Gucht in 2024

Steven Van Gucht (21 april 1976) is een Belgisch viroloog bij Sciensano en gastprofessor aan de Universiteit Gent.

## Levensloop

### Afkomst en opleiding
Steven Van Gucht groeide als kind op in een boerderij in Merchtem waar hij ook naar de lagere school ging. Op twaalfjarige leeftijd verhuisde hij met zijn moeder naar Opwijk waar hij tijdens het middelbaar in het Vrij Katholiek Onderwijs Latijn-Wiskunde volgde. Als jonge man begon hij zich te interesseren voor dierenziekten. Hij ging diergeneeskunde studeren en behaalde een master in de Diergeneeskunde aan de RUG in 2000. Vijf jaar later behaalde hij met zijn onderzoek over respiratoire virussen (waaronder het coronavirus) bij varkens zijn doctoraat in de Diergeneeskundige Wetenschappen. 

### Professionele loopbaan
Na het behalen van zijn doctoraat begon Van Gucht in december 2005 zijn loopbaan bij het Belgische Instituut voor Gezondheid, de voorloper van het 2018 opgerichte Sciensano, als wetenschappelijk medewerker van het Nationaal Referentielaboratorium voor Rabiës. In 2010 werd hij er benoemd tot Hoofd van de Dienst Virale Ziekten.
Sinds 2014 is Van Gucht ook gastprofessor aan het Laboratorium voor Virologie van de Faculteit Diergeneeskunde aan de Universiteit Gent.

### Coronavirus
Bij de uitbraak van het coronavirus SARS-CoV-2 in België in 2020 was Van Gucht samen met zijn Franstalige collega Emmanuel André interfederaal woordvoerder van het Nationaal Crisiscentrum. Zij gaven dagelijks en later wekelijks persconferenties met de actuele stand van zaken van de uitbraak van het coronavirus in België. Tot eind augustus 2020 was hij ook voorzitter van het eerste Celeval (Cellule d'évaluation/Evaluatiecel), het federale Adviescomité van het het crisiscentrum.
Midden december 2020 werd hij geëerd met de Wablieft-prijs voor zijn helder en duidelijk taalgebruik in zijn communicatie tijdens de coronacrisis.
In 2022 werd hij door de UGent Magazine uitgeroepen tot Alumnus van het jaar.

## Trivia
- In het najaar van 2021 nam Van Gucht deel aan het Vlaamse programma De Slimste Mens ter Wereld. Hij werd uitgeschakeld door Alexander Hendrickx in zijn vierde aflevering.
- Van Gucht nam deel als oceaanreiziger in het programma Over de oceaan in de reeks uitgezonden in 2024.